# خرمن‌ماهی
خرمن‌ماهی (انگلیسی: Peprilus paru) یکی از حلواماهیان است.
این ماهی بدنی گِرد دارد و طول آن معمولاً به حدود ۲۰ سانتی‌متر می‌رسد. دارای باله‌های خمیده، بینی گرد و دهان کوچک است.
خرمن‌ماهی نقره‌ای مایل به سبز در بالای بدن، نقره‌ای و گاهی به رنگ زرد بر روی کناره‌ها و شکم است و باله‌های آن کمی تیره‌تر یا مایل به زرد هستند. زیستگاه آن‌ها آب‌های نیمه استوایی اقیانوس اطلس غربی است: خلیج چساپیک و خلیج مکزیک در آمریکا و آرژانتین. خرمن‌ماهی گاهی به صورت تجاری استفاده می‌شود